# Monasterio de Santa María (Alloz)
El monasterio de Santa María de San José de Alloz está situado en el Valle de Yerri (Navarra), y dentro del concejo de Alloz, a 10 km de Estella y a 36 de Pamplona. Muy cerca se encuentra el pantano de Alloz, y bordeando el monasterio, el río Salado.
El monasterio pertenece a la Orden Cisterciense de la Estrecha Observancia (O.C.S.O.), cuyos monjes y monjas son popularmente conocidos como trapenses o trapistinas.

## Historia

### El lugar
Su emplazamiento tiene origen en la denominada Granja de Alloz, propiedad del monasterio de Iranzu hasta 1835.
En 1802 se describía esta granja como situada en sitio llano y hondo, que producía para el Monasterio de Iranzu 300 robos de cereal y 800 cántaros de vino.
Durante el período de 1942-1977 se construye «la iglesia, el monasterio, la fábrica, granjas, etc.» En esta etapa estaba de abadesa María Puy Echalar Lezáun. Con el abadiato siguiente, de María Carmen Biurrun Lezáun, se transforma una antigua granja en albergue juvenil y se crea una hospedería para retiros en un ala del monasterio con sus propios servicios de cocina y capilla, independientes del monasterio.

### La comunidad
En Tiñosillos (Ávila) se encuentra el origen de la actual comunidad, la primera trapistina en España, fundada por el cardenal Ciriaco Mª Sancha y Hervás el 5 de octubre de 1884. Fue su primera abadesa María Luisa Fernández Barbot y estuvo compuesta de 6 miembros. Vivieron al principio en el palacio episcopal de Ávila «hasta que terminaron las obras del monasterio en las afueras del pueblecito avulense de Tiñosillos.»

### Afiliación a la Orden Cisterciense de la Estricta Observancia
En esta época en España había solamente otra comunidad trapense, Val José en Getafe, que terminaron instalándose en el monasterio de la Oliva. Cuando en 1887 el abad del monasterio de Santa María del Desierto, en Francia, estaba dirigiendo unos ejercicios espirituales para la comunidad, surgió el planteamiento de afiliarse a la Trapa. Aceptando el cardenal la propuesta se inicia una etapa de acercamiento y conocimiento de los usos y costumbre trapenses en el monasterio de Blagnac. Este acercamiento se interrumpió con el nuevo obispo de Ávila, Ramón Fernández de Piérola. Pero, de nuevo, se retoma y consigue en 1911 la afiliación espiritual y en 1923, ya asentadas en Alloz y con el apoyo del obispo de Pamplona, José López de Mendoza, se realiza la incorporación canónica a la Trapa. En esta etapa, en agosto de 1891, ya se había contactado con la comunidad trapense de Getafe. También en las mismas fechas se fundó la comunidad trapense de San Isidro de Dueñas, en Palencia, que las visitará y apoyará en su adaptación a la Trapa.
Tras una larga etapa de asentamiento desde su fundación, entre 1912-1913, y tras la compra de la "Granja de Alloz" a Concepción Gómez-Acebo y Luis Ibargüen, se acercan allí la abadesa con cinco hermanas a mediados de octubre de 1913 y el 3 de octubre del año llega el siguiente grupo con unas «36 monjas -la mayoría navarras y vascas-» que siguió aumentando hasta alcanzar 81 monjas en 1969.
En 1950 cambia su antigua denominación, Granja San José, por la actual, Santa María de San José.
El monasterio, construido para 80 personas, se va quedando pequeño por lo que se decide implantar la vida monástica en otros lugares:
- En 1975 trece termanas salen para la Región de Murcia, donde se funda un monasterio de la Palma bajo la advocación de Nuestra Señora de la Paz, en La Palma (Cartagena).[1]
- Posteriormente, en 1989, otro grupo se instala en el monasterio de Armenteira, Pontevedra.

Siendo el monasterio de San Isidro de Dueñas quien asume la dirección espiritual, desde 2015 está delegada a la Oliva.

## Abadesas
Se relacionan todas las abadesas que ha tenido la comunidad desde su fundación abulense:
| Período   | Nombre                           |
| --------- | -------------------------------- |
| 1884-1888 | María Luisa Fernández Barbot     |
| 1888      | Josefina Ortiz                   |
| 1888-1894 | Petra López del Corazón de Jesús |
| 1894-1915 | Justa Larrea Urquijo             |
| 1915-1918 | Ángeles Calzado                  |
| 1918-1921 | Tomasa de Jesús Nazareno Muñiz.  |
| 1921-1930 | Justa Larrea Urquijo.            |
| 1930-1942 | Micaela Garmendia.               |
| 1945-1977 | María Puy Echalar Lezáun.        |
| 1977-1984 | Dolores Biurrun Lezáun.          |
| 1990-2014 | M. Rosa Santos Sánchez           |